# Boussange
Boussange (deutsch: Bolsingen,/Bolzingen romanisch: Bossange, fränkisch: Bolséngen) ist ein Ortsteil von Gandrange im Département Moselle in der Region Grand Est.

## Geschichte
Weitere Schreibweisen lauteten: Buosinga (11. Jh.); Bouzange (1245); Buolsange, Bossange, Bocenge (15. Jahrhundert); Bolsingen (1515); Bolsinga (1544); Boulsange (1586); Bussingen (17. Jahrhundert); Bolsinguen (1686); Bolzange (1801); Bussingen (1871-1918/1940-44).

Im 1812 wurde der Ort nach Gandrange eingemeindet.

### Bevölkerungsentwicklung
| Jahr      | 1793 | 1800 | 1806 |
| Einwohner | 109  | 126  | 82   |